# Ball dels Salvatges
El Ball dels Salvatges és una representació tradicional del segle xiv que es realitza a Benavarri, a la Ribagorça, a l'agost, des de 2010 amb caràcter biennal. Es tracta d'una representació que uneix teatre, música i dansa en la qual hi participen al voltant de 100 veïns del poble. L'any 2016, va ser declarat festa d'interès turístic d'Aragó.
Després de perdre's a començaments del segle xx, es va fer un intent de recuperar-la l'any 1956 sense èxit. Finalment es va recuperar definitivament l'any 2007 gràcies a escrits manuscrits, partitures i fotografies antigues.

## Origen llegendari o mitològic
El personatge fabulós del salvatge ha sigut part de les tradicions i del folklore europeu durant segles, però s'ha anat perdent amb el temps. El salvatge simbolitza tot allò que deixem enrere quan esdevenim éssers civilitzats, però que també trobem a faltar de tant en tant. El desig salvatge de les dones, la vida en harmonia amb la natura, els desitjos i instints més primitius.
El Ball dels Salvatges és una representació al·legòrica al voltant de l'amor, on es veuen representades tres maneres diferents d'estimar: l'amor cortès, la virilitat i la luxúria. Les dames, finalment, rebutgen i accepten totes tres alhora, com a símbol que només la fusió de les tres és la recepta de l'amor etern.
La irrupció dels salvatges, generant el caos, apel·la a sentiments igual de primitius: la por a les forces de la natura i a la barbàrie.

## Història
Les primeres referències al Ball dels Salvatges i representacions similars daten del segle xiv. Era una tradició estesa per gran part d'Europa, però que es va anar transformant o perdent amb el pas del temps. Aquesta transformació va fer aparéixer festivitats diferents emparentades amb el Ball dels Salvatges, com són Carnestoltes i la Festa dels Folls. Concretament, a Benavarri es va representar de manera continuada des del segle xiv fins a començaments del segle xx. Aquesta desaparició tardana va ajudar a fer una representació l'any 1956, basada en memòries dels qui l'havien vist prèviament i encara recordaven en què consistia. Tot i que no va quedar arrelada, la de l'any 1956 és la representació que fa de nexe entre les representacions antigues i les actuals.
L'any 2007, després d'un treball documental encapçalat per l'historiador i etnògraf Manuel Benito Moliner, en col·laboració amb nombrosos veïns, i especialment de Sebastián Visa i Rafael Lacorte; el Ball dels Salvatges va tornar a representar-se de manera continuada després de cent anys. Entre 2007 i 2010 va tenir lloc anualment, i a partir de l'any 2010, es representa biennalment.
L'any 2016 va ser declarat Festa d'interés turístic d'Aragó per complir els requisits establerts, entre ells el "tractar-se d'una celebració original, element fonamental de la tradició popular de la localitat sorgida al segle xiv i que en l'actualitat suposa una representació única per la seva complexitat, amb danses plenes de simbolisme, música en directe, sàtires d'actualitat, tenint com a protagonista el personatge fabulós del salvatge que ha format part de la tradició i folklore de tot Europa durant segles".
L'any 2019, va ser-li atorgat el "Sello de excelencia turística en Aragón" per part de RedAragón.

## Participants
Tot i que activament hi participen unes 100 persones, s'hi veuen involucrades moltes més entre músics, vestuari, maquillatge, efectes especials i tècnics de so i imatge.

### Personatges[10][9]
- Ambaixadors de l'amor (parella homenatjada): Al tractar-se d'una representació al voltant de l'amor, cada any s'escull una parella a la qual es dedicarà la representació de l'any.
- Dames: 12 noies a les quals es festeja. Abillades amb elegants vestits i devantal blanc com a símbol de puresa. Es deixen festejar per tots, però no es rendeixen a cap.
- Cavallers o balladors: 12 joves que intentaran conquerir les dames. Abillats elegantment, amb pantalons negres, camisa blanca, armilla, faixa daurada, barret amb cintes i una espassa. Son la representació de l'amor cortès i la cavallerositat, i intenten conquerir les dames de manera noble.
- Caçadors o "blanquillos": 12 homes que també intenten conquerir a les dames. Més rudes que els seus predecessors, són homes cavallerescos i guerrers, dotats de gestos militars. Vesteixen de blanc, amb una faixa, cintes i un mocador al cap vermells i porten una ballesta decorada amb flors. Basen la seva conquesta en la virilitat i el decòrum.
- Salvatges: Tants com es pugui, són la torba salvatge. Gent rudimentària, amb formes primitives. Vesteixen pells d'animals, plantes, sacs, porten pals i bastons, i van bruts. Dins d'aquest grup destaquen els gastadors, que són els qui intentaran conquerir les dames. Representen la luxúria i els instints primitius.
- Jutjats: Varien en nombre i forma cada any, però sempre tracten temes d'actualitat, tant del poble, com més generals.
- Narradors: Porten el fil de la representació, especialment les actuades, i expliquen el simbolisme del que passa.

## Descripció detallada de la representació
El Ball dels Salvatges té lloc a la plaça major, i consta de tres grans parts, dues de dansa separades per una de teatre. La representació comença amb l'entrada dels narradors. Després d'ells entren les autoritats, precedides per música i la bandera del poble, i tot seguit entren els ambaixadors de l'amor. Després d'aixó, ja pot començar la representació en si.
En la primera part, les dotze dames fan una dansa tot esperant ser conquerides. Durant la mateixa, formen un cercle i fan diversos passamans, per acabar col·locant-se en fila per esperar els festejadors. Els primers en provar sort són els dotze cavallers. Comencen fent un volt a la plaça, i posteriorment, s'apropen a les dames i es canvien el barret i la espassa de manera alterna. Acaben rebutjats i amb les mans lligades per les dames. A continuació entren els "blanquillos". Comencen el festeig fent una ziga zaga entre els cavallers, i els apunten amb les ballestes, obligant-los a seure a terra. Fan també un volt a la plaça amb les dames, i inicien un ball, que es veu interromput.
Aquesta interrupció és l'inici de la segona part, en la qual, després de fer soroll, entra la torba de salvatges per una punta de la plaça major i baixant per finestres i balcons de les cases. Un cop arribats a escena capturen a tots els grups de balladors i a les autoritats presents. Els salvatges, que porten de la seva bandera, després de capturar a les autoritats, entren a la Casa de la Vila per canviar-la per la bandera oficial de Benavarri. Una vegada han "conquerit" el poble es disposen a "menjar", llançant-lo entre ells i al públic, i fer xivarri. És en aquest moment quan apareixen en escena els qui seran jutjats. Aquest judici és diferent cada any, i és una crítica social de temes d'actualitat, que des de l'any 2007 ha tractat temes diversos:
- 2007: Forasters.
- 2008: Turistes.
- 2009: Banca i crisi econòmica.
- 2010: Any Internacional de la Biodiversitat. Crítica a les males costums a la muntanya.
- 2012: Any internacional de l'Energia Sostenible. Crítica al malbaratament energètic.
- 2014: Retallades al medi rural i pèrdua de serveis educatius i sanitaris al lloc.
- 2016: Repeticions electorals.
- 2018: Judicis mediàtics. Procés, la Manada...[10]

Un cop finalitzat el judici, la torba salvatge marxa, i els gastadors entren a la casa de la vila per seduir les dames, que hi són empresonades. Aquestes, surten amb els pals dels gastadors i picant a terra canten una cançó: 
A les dones d'esta vila, mos tinen que respetar, sobretot ixes salvatges, que acaben d'arribar, 
encara que porten faldetes, no haureu de confiar,
que lo que nyai a deball, no mos fa falta ensenyar.
Per acabar, amb la mateixa melodia de la cançó, es fa un ball final on primerament surten les dotze dones fent un cercle al mig de la plaça. Seguidament surten els cavallers, que una vegada han quedat alineats amb la seva parella, aquesta, tot ballant, els introdueix al cercle. El tercer grup en sortir són els "blanquillos" repetint el mateix funcionament que els cavallers i també quedant a l'interior del cercle. Finalment surten dotze balladors salvatges intentant emular els balladors, però fent xivarri. Aquests queden fora del cercle, i una vegada formats els dotze quartets (cadascun format per un cavaller, un "blanquillo", una dama i un salvatge), s'obren fins a ocupar tota la plaça. Quan estan col·locats, canvia la música al "vals de Benavarri" i surten ballant de la plaça.
Després de les salutacions finals, i per acabar la festa, torna a sonar el "vals de Benavarri" i tot el poble ocupa la plaça per ballar i acabar junts el Ball dels Salvatges.

## Altres activitats
Durant la setmana del Ball dels Salvatges, el poble guarneix els balcons. L'únic punt comú entre tots és la temàtica salvatge, però cada veí decora els balcons de casa seva amb allò que caracteritza la seva casa o activitat professional o industrial, de manera que totes les decoracions són diferents.
El matí del dia de la representació, es fa un taller salvatge, on es fabriquen vestits i eines per la representació de la tarda. Després del taller, es fa la rua salvatge, on els qui ja estan disfressats i maquillats recorren el poble.